# Romváry Ferenc
Romváry Ferenc (Esztergom, 1934. szeptember 14. –) Munkácsy Mihály-díjas magyar művészettörténész, muzeológus, szakíró, szerkesztő.

## Élete
Tanulmányait Szekszárdon kezdte meg, Budapesten, pszichológusként folytatta, majd az ELTE Bölcsészkarára váltott. Ott, az építészetet, a szobrászatot és a festészetet az 1930-as években készült nagyméretű fekete-fehér diák vetítésével mutatták be, továbbá orosz könyvek, és fekete-fehér reprodukciók voltak. Ötödévesen a Nemzeti Galériába osztották be, a Gerebics tanszéken dolgozhatott. A Csontváry kutatás akkor kezdődött. Németh Lajos akkor írta az első monográfiáját (Csontváry Kosztka Tivadar. Budapest, Corvina, 1964.) és mint a Magyar Nemzeti Galéria alkalmazottja, mindenhova elkísérhette. Kavalovszky Márta és Kovács Péter akkor szervezték a szekszárdi Csontváry kiállítást, őket is rá bízták. A fővárosból, művészettörténész végzettséggel, vidékre, Pécsre költözött. Pécsről érkezett az igény, hogy egy végzős művészettörténész kéne vidékre. Az országban ő volt az első vidéki művészettörténész. Népművelőnek fogadtak be. 1963. augusztus 1-én nem úgy jött le Pécsre a Modern Magyar Képtárba, hogy neki már volt ott egy meghatározott elképzelése, amivel szeretne foglalkozni. Az volt a feladat, hogy kéthetente, havonta egy kiállítás legyen a helybelieknek. 1967-ben megcsinálta az Országos Kisplasztikai Biennálét, 1968-tól az Országos Kerámiai Biennálét, és 1970-től a Mozgás Kiállítást. Élete során megalkotta legalább 12 ezer tárgy kiállítását.
1963-1995 között a pécsi Janus Pannonius Múzeum képző- és iparművészeti osztályának munkatársa, 1969-től vezetője volt. 1998-tól a Pécsi Szemle várostörténeti folyóirat alapító főszerkesztője. 1996-tól a PMFC elnökségének tagja, a Pécsi Sporttörténeti Gyűjtemény vezetője. 1997-2003-ig az Emlékművek és Szobrok Felújításáért Közalapítvány kuratóriumának elnöke.

## Főbb művei
- Modern Magyar Képtár, Budapest (1968)
- Pécs szobrai (1981)
- Modern Magyar Képtár (Hárs Évával), Budapest (1981)
- Csontváry Múzeum (1985, 1990, 1999)
- Amerigo Tot Múzeum (1986)
- Múzeum-utca (1987)
- Museumsgasse (1989)
- Vasarely Múzeum (1989)
- Múzeumpatikák (1991)
- Csontváry-dokumentumok II. (1995)
- A pécsi ’56-os mártíremlék, Budapest (1997)
- Mecseki láthatatlanok. Pécs 1956 (1997)
- Csontváry Kosztka Tivadar, 1853–1919; Alexandra, Pécs, 1999
- Memento mori, Pécs–Baranya (1999)
- A Pécsi Aradi Vértanúk szobrai (Katona Tamással, 2001)
- Csontváry-dokumentumok III. (2001)
- Csontváry; TKK, Debrecen, 2006
- Zsolnay; 2. jav. kiad.; TKK, Debrecen–Pécs, 2011
- Pécs köztéri szobrai. Épületplasztikák, emlékművek, emléktáblák; Kronosz, Pécs, 2014
- Romváry Ferenc, a képtárcsináló. Curriculum vitae; kiállításjegyzék Illés Eszter; 2. jav. kiad.; szerzői, Pécs, 2017

## Díjai, elismerései
- Szocialista Kultúráért (1970)
- Pro Civitate díj (1994)
- Munkácsy Mihály-díj (1996)
- A Magyar Érdemrend lovagkeresztje (2013)
- Tüke-díj (2013)
- Pécs díszpolgára (2015)